# Widmo (mitologia)
Widmo – duch, zjawa, niematerialna istota z innego świata albo też złudzenie takiej istoty. Pojawia się nagle i nieoczekiwanie, równie nagle i nieoczekiwanie znika. Jego pojawieniu się towarzyszy aura tajemniczości. Występuje w mitach i legendach wielu narodów.
Mianem widmo określa się nie tylko istoty, ale także niematerialne wizje niektórych dzieł ludzkich np. statek widmo.